# Oak Hill Township (Missouri)
Oak Hill Township est un ancien township  du comté de Crawford dans le Missouri, aux États-Unis,.
Il est baptisé en référence à la communauté d'Oak Hill (en).

## Source de la traduction
- (en) Cet article est partiellement ou en totalité issu de l’article de Wikipédia en anglais intitulé « Oak Hill Township, Crawford County, Missouri » (voir la liste des auteurs).